# Vuollerims kyrka
Vuollerims kyrka är en kyrkobyggnad som tillhör Jokkmokks församling i Luleå stift. Kyrkan ligger mitt i byn Vuollerim på en udde vid Vuollerimtjärnen.

## Kyrkobyggnaden
Kyrkan är uppförd 1958 efter ritningar av Martin Westerberg och är nästan oförändrad sedan invigningen.
Byggnaden inrymmer kyrkorum och församlingslokaler. Kyrkorummets bakre vägg är en vikvägg som kan öppnas upp och förena kyrkorummet med församlingslokalerna. Ett sidoställt torn vid främre långsidans kordel inrymmer sakristian. Kyrkobyggnaden har vitslammade tegelväggar och täcks av ett valmat skiffertak.

## Inventarier
- Altarväggen har en fresk "Livets Väg" utförd av Lennart Segerstråle.
- Dopfunt och altare är gjorda av marmor.